# Liste der Bodendenkmäler in Breitenbrunn (Schwaben)
Auf dieser Seite sind die Bodendenkmäler in der niederbayerischen Gemeinde Breitenbrunn zusammengestellt. Diese Tabelle ist eine Teilliste der Liste der Bodendenkmäler in Bayern. Grundlage ist die Bayerische Denkmalliste, die auf Basis des Bayerischen Denkmalschutzgesetzes vom 1. Oktober 1973 erstmals erstellt wurde und seither durch das Bayerische Landesamt für Denkmalpflege geführt wird. Die folgenden Angaben ersetzen nicht die rechtsverbindliche Auskunft der Denkmalschutzbehörde.

## Bodendenkmäler in Breitenbrunn
| Lage                               | Objekt | Akten-Nr.     | Bild           |
| ---------------------------------- | --- | ------------- | -------------- |
| Breitenbrunn (Schwaben) (Standort) | Burgstall des Mittelalters. | D-7-7828-0014 |                |
| Kirchstraße 8 (Standort)           | Mittelalterliche und frühneuzeitliche Befunde im Bereich der katholischen Pfarrkirche St. Martin in Breitenbrunn.                       | D-7-7828-0057 | weitere Bilder |
| Kirchberg 2, 4 (Standort)          | Mittelalterliche und frühneuzeitliche Befunde im Bereich der katholischen Pfarrkirche St. Georg in Bedernau.                            | D-7-7828-0059 | weitere Bilder |
| Kirchberg 2 (Standort)             | Mittelalterliche und frühneuzeitliche Befunde im Bereich des Schlosses in Bedernau und seiner Vorgängerbauten.                          | D-7-7828-0060 | weitere Bilder |
| Hauptstraße 59 (Standort)          | Mittelalterliche und frühneuzeitliche Befunde im Bereich der katholischen Pfarrkirche St. Johannes Baptist und Blasius in Loppenhausen. | D-7-7828-0062 | weitere Bilder |
| Breitenbrunn (Schwaben) (Standort) | Viereckige Wallanlage vor- und frühgeschichtlicher Zeitstellung.                                                                        | D-7-7828-0094 |                |